# Йёрль
Йёрль (нем. Jörl) — община в Германии, в земле Шлезвиг-Гольштейн. 
Входит в состав района Шлезвиг-Фленсбург. Подчиняется управлению Эггебек.  Население составляет 821 человек (на 31 декабря 2010 года). Занимает площадь 19,68 км².